# Ambrières-les-Vallées
Ambrières-les-Vallées település Franciaországban, Mayenne megyében. Lakosainak száma 2603 fő (2022. január 1.). Ambrières-les-Vallées Chantrigné, Couesmes-Vaucé, La Haie-Traversaine, Lassay-les-Châteaux, Oisseau, Le Pas, Saint-Loup-du-Gast, Ceaucé és Juvigny Val d'Andaine községekkel határos.

## Népesség
A település népességének változása:
| Lakosok száma | 1812 | 3013 | 2841 | 2775 | 2784 | 2798 | 2739 | 2639 | 2625 | 2603 |
|               | 1968 | 1982 | 1990 | 2006 | 2013 | 2015 | 2017 | 2019 | 2020 | 2022 |